# Jean-Eugène Fromageau
Jean-Eugène Fromageau, né le 30 mars 1822 à Saumur, Maine-et-Loire et mort le 16 octobre 1896, également à Saumur, est un architecte français, qui a notamment travaillé comme architecte diocésain en Algérie.

## Biographie
Jean-Eugène Fromageau est le fils d’un entrepreneur du Maine-et-Loire, Jean-Laurent Fromageau (1795-1849) et d’Eugénie Deville (1802-1856), son épouse. Il naît à Saumur le  30 mars 1822. Il conservera toute sa vie des liens avec cette ville, puisqu’il s’y marie 7 juillet 1851 avec Claire-Marie Reyneau (1828-1854) et y décède le 16 octobre 1896.
Élève de Simon-Claude Constant-Dufeux à l'École nationale supérieure des beaux-arts, il y obtient deux médailles en 1847. Il s'installe ensuite comme architecte à Saumur.
Ses idées éclectiques s’opposent aux thèmes néo-moyenâgeux véhiculés par Arcisse de Caumont, très en vogue dans son département ou du style néo-gothique d’Eugène Viollet-le-Duc. Ainsi, un projet de restauration d’une église, soumis à la Commission départementale des bâtiments civils, lui fut retourné parce que le rapporteur renvoyait son auteur à telle page de la Grammaire Archéologique (Cours d’antiquités monumentales) pour y copier la porte ou la fenêtre qui convenait.

## Architecte diocésain en Algérie
Après le décès de son épouse, Fromageau quitte le Maine-et-Loire en 1855 et est nommé architecte adjoint des édifices diocésains de l'Algérie. Son ancien condisciple Paul Féraud (1815-1884), responsable du service, devient subitement aveugle. Fromageau le remplace comme architecte en chef le 14 février 1859.
Il construit à Alger plusieurs édifices de style romano-byzantin : le grand séminaire de Kouba (travaux de 1860 à 1872) et le petit séminaire de Saint-Eugène. Il conduit également l'agrandissement de la cathédrale Saint-Philippe d'Alger. Son grand-œuvre est la Basilique Notre-Dame d’Afrique, dont le chantier démarre en février 1858 et qui fut achevée en 1872, peu après son retour en métropole en 1870.
Son expérience en Afrique du Nord avait profondément marqué Fromageau. Selon Auguste Beignet, président de la Société des architectes de l'Anjou, dont Fromageau était membre honoraire, il vivait en philosophe, « fuyant la clientèle comme la peste » et se faisant appeler « Ibrahim ». Il avait emprunté aux traditions arables le « Kief », calme apparent, presque extatique qu’il exposait dans une phrase « je regarde mes fleurs pousser. »
Fromageau avait une fille, Gabrielle (1852-1927), épouse du Dr Bouchard. Il était membre de la Société centrale des architectes français depuis 1856 et membre honoraire de la Société des architectes de l'Anjou.

## Œuvres
Réalisations en tant qu’architecte diocésain à Alger :
- Basilique Notre-Dame d’Afrique
- Grand séminaire de Kouba
- Petit séminaire de Saint-Eugène

### Sources
- Auguste Beignet, « Jean-Eugène Fromageau, (notice nécrologique) », Annuaire pour l'année 1897, Angers, Société des architectes de l'Anjou,‎ 1897
- Jean-Michel Leniaud, Répertoire des architectes diocésains du XIXe siècle, éditions en ligne de l’École des chartes / Economica, 2003

### Iconographie
Le site internet Racines, édité par Mme Chantal Boiton-Colas, reproduit plusieurs documents, photographies et œuvres en relation avec Jean-Eugène Fromageau.
- Racines.

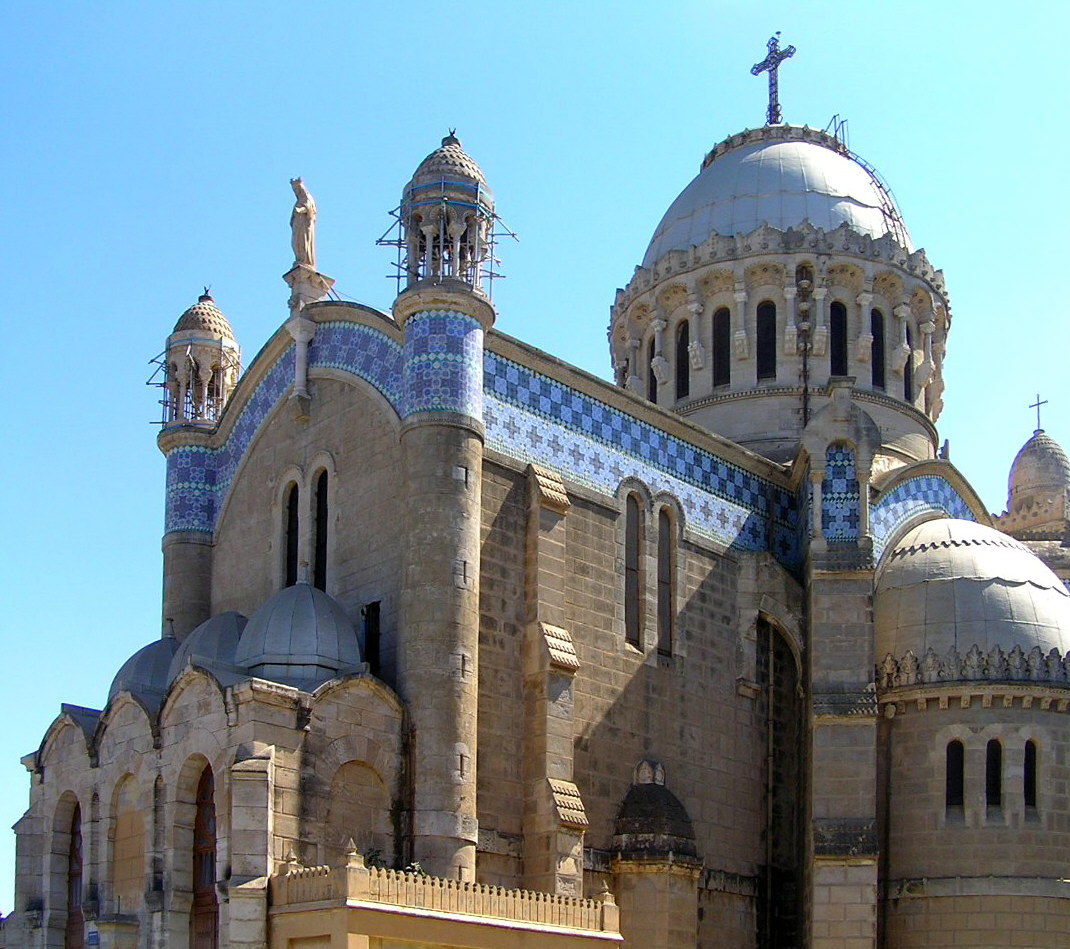
Notre Dame d'Afrique en 2005, avant rénovation
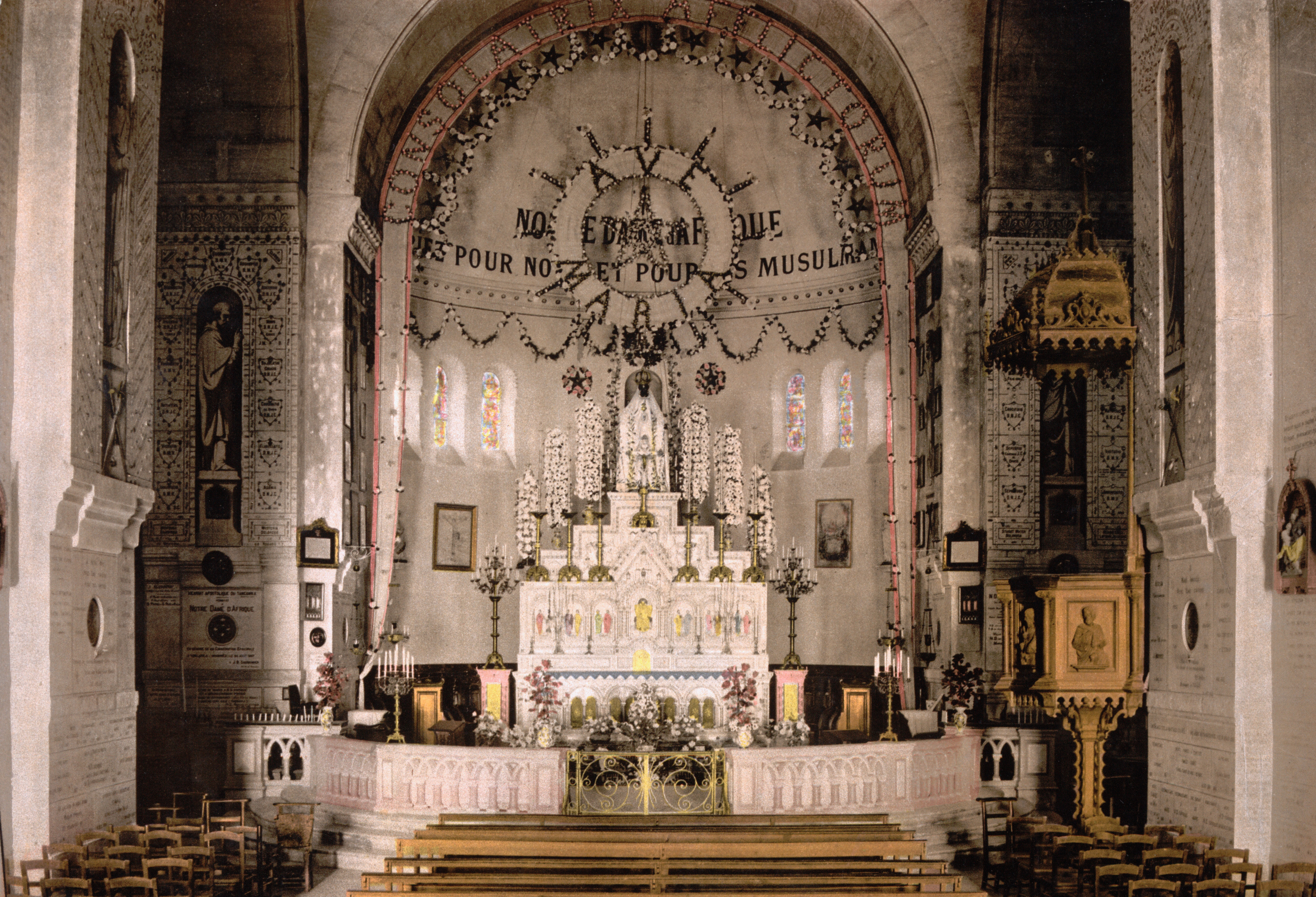
Intérieur de Notre Dame d'Afrique à Alger (Algérie, 1899)
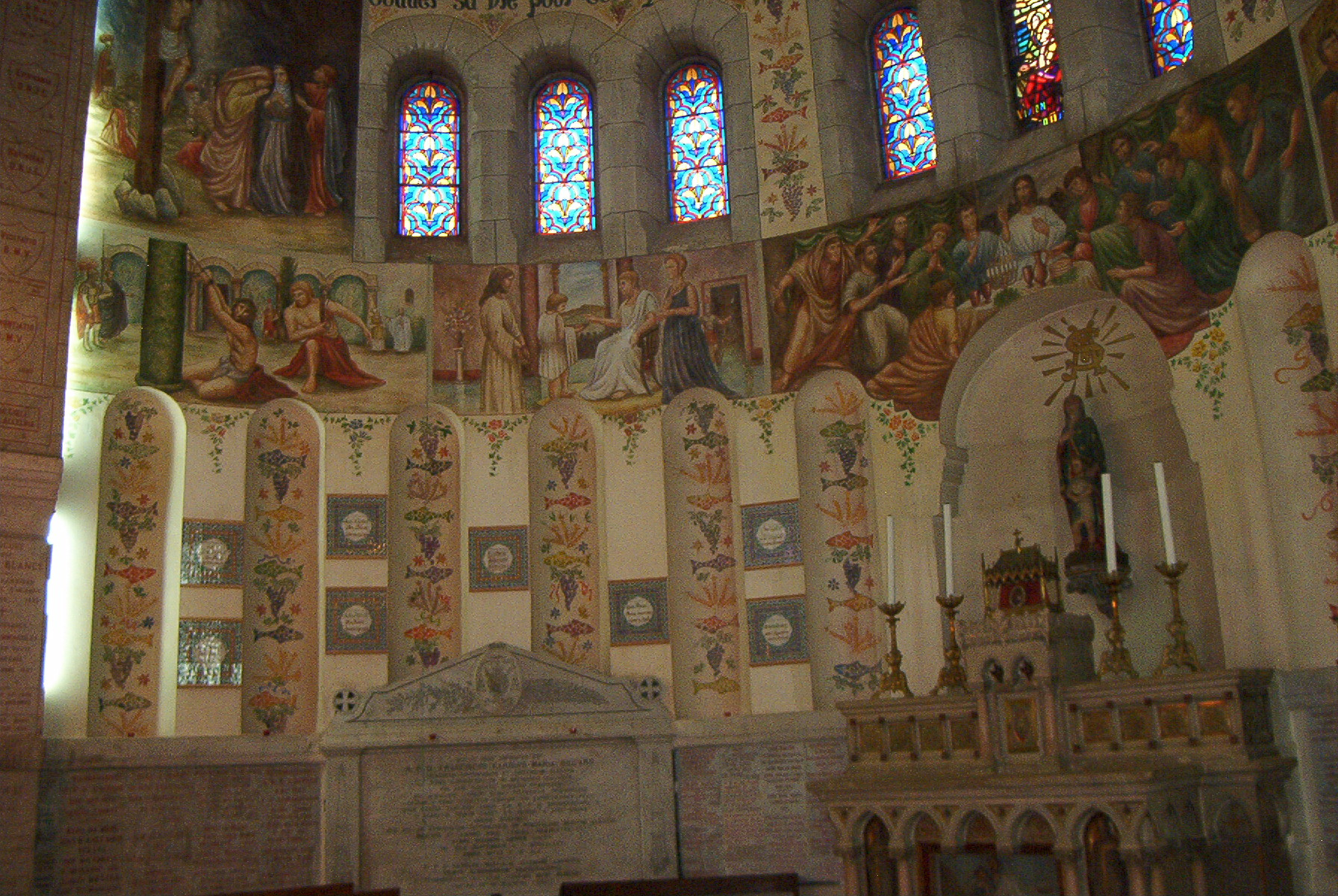
Dans la basilique